# Die Geschichte von der Schlange
Die Geschichte von der Schlange ist eine arabische Legende.

## Handlung
Jahjā ibn ‘Abd al-Hamid al-Himmānī erzählte einmal, dass er einst Sufjān ibn ‘Ujainas Unterricht über die heilige Überlieferung lauschte, an dessen Ende dieser einen Mann zu seiner Rechten aufforderte, die Geschichte von der Schlange zu erzählen. Der Mann begann daraufhin zu berichten, nach einer Erzählung seines Großvaters, die von Muhammad ibn Humaijir handelt, der gottesfürchtig war und stets betete, sich ansonsten aber als Jäger abplagte.
Eines Tages stieß Muhammad während der Jagd auf eine Schlange, die ihn um Schutz vor einem Feind bat. Er bot ihr an, sich unter seinem Überwurf oder unter seinem zerschlissenen Kleid zu verstecken. Die Schlange erwiderte jedoch, dass ihr Feind sie dort entdecken könne, und das einzig Sichere wäre, wenn sie durch seinen Mund in seinen Körper krieche, was eine gute Tat von ihm wäre. Den Tod fürchtend äußerte Muhammad Bedenken über das Vorhaben. Als die Schlange aber bei Gott schwor, ihm nichts zu tun, willigte er ein. Alsbald begegnete ihm ein Mann mit einem scharfen Schwert, der nach der Schlange suchte, und Muhammad gab vor, nicht zu wissen, wo diese sei. Danach setzte er seinen Weg fort, hundert Stoßgebete an Gott sendend, damit er ihm die Lüge verzeihen möge.
Als die Schlange sich in Sicherheit wähnte, stellte sie Muhammad vor die Wahl, ihm entweder in die Leber zu beißen, sodass diese sich in seinem Inneren zersetze, oder ihn gar schnell zu töten. Dieser erinnerte sie an ihren Eid, doch die Schlange entgegnete, dass sie bereits mit seinem Stammvater Adam verfeindet und für dessen Vertreibung aus dem Paradies verantwortlich war. Zudem fragte sie, wie er das hatte vergessen können und warum er ihr Gutes hatte tun wollen. Daraufhin bat Muhammad um etwas Zeit, damit er sich ein geeignetes Stück Erde zum Sterben suchen könne, und die Schlange willigte ein.
Nach einem Gebet zu Gott begegnete Muhammad ein weiterer Fremder, dem er von seinem Unheil berichtete. Dieser legte ihm ein grünes Blatt, ähnlich denen des Olivenbaums, in den Mund und gab ihm auf, es zu kauen sowie zu schlucken, und sogleich spie Muhammad die Schlange aus. Der Fremde verriet ihm, dass Gott selbst ihm die Schlange geschickt hätte, er aber „die gute Tat“ sei, die im vierten Himmel wohne und von Gott den Auftrag erhalten habe, ins Paradies zu gehen, um dort ein grünes Blatt vom Tūbā-Baum für seinen Diener Muhammad ibn Humaijir zu holen. Auch riet er Muhammad, weiterhin Gutes zu tun, denn wenn dies von manchen auch als ungeschehen betrachtet werde, so werde Gott es immer als geschehen anerkennen.

## Hintergrund
Die Legende stammt aus Abū Nuʿaim al-Isbahānīs Werk Hiljat al-aulijā’ wa-tabakāt al-asfijā’ (Edition: Kairo 1932–1938, VII, 293 f.), in dem auch eine kürzere Fassung (VII, 292) zu finden ist. Im Deutschen erhielt sie in Max Weisweilers Die Märchen der Weltliteratur – Arabische Märchen (Zweiter Band, Düsseldorf / Köln 1966) den Titel Die Geschichte von der Schlange. Eine weitere Version steht in Damīrīs Hajāt al-hajawān (Edition: Kairo ca. 1891) geschrieben. Sufjān ibn ‘Ujaina (gest. 814) war ein berühmter Überlieferer.